# Marguerite de Blic
Pour les autres membres de la famille, voir Famille Gravier de Vergennes.
Marguerite de Blic, née de Gravier à Lyon le 14 octobre 1833 et morte au château de Pernand (Pernand-Vergelesses) le 13 novembre 1921, est une personnalité française du catholicisme, à l'origine avec d'autres des pèlerinages nationaux de Lourdes et fondatrice des petites sœurs dominicaines garde-malades des pauvres.

## Biographie
Marguerite est la fille d'un diplomate, le baron Armand-François de Gravier, et la petite-fille du financier Adrien Delahante. Elle épouse, le 8 avril 1856, en l'église Saint-Thomas-d'Aquin de Paris, un officier saint-cyrien, Maurice de Blic (1828-1904), petit-fils de Philippe de Blic (1744-1823), le premier président du Conseil général de la Côte-d'Or. Sans enfants et très pieux, le ménage s'employa aux œuvres de bienfaisance et de charité.
Établie au château de Pernand, près de Beaune, elle y reçoit le père Charles de Foucauld, qui se rend au proche château de Barbirey pour y voir des parents communs, sa sœur Marie de Foucauld (épouse de Raymond de Blic) et le fils de celle-ci, le futur amiral Charles de Blic (1887-1965), qui se trouve être également le filleul du Père de Foucauld.
Tertiaire des Fraternités laïques dominicaines (Sœur Dominica), Madame de Blic est, avec l'abbé Victor Chocarne (1824-1881), d'abord réticent, à l'origine des premiers grands pèlerinages nationaux à Lourdes avec la Manifestation de foi et d'espérance de la France en 1872, dont elle est l'active organisatrice. Elle prend en charge toute l'organisation matérielle de ce pèlerinage exceptionnel qui regroupera neuf évêques et un nombre alors inégalé d'environ 70 000 pèlerins venus de toute la France voire de l'étranger. Il s'agit de faire venir de toute la France, avec leurs bannières (d'où le nom de pèlerinage dit "des Bannières", avec ces 277 bannières présentes), des délégués des sanctuaires marials et de rassembler des fonds permettant de doter d'un orgue la chapelle (orgue pour lequel est pressenti le célèbre facteur Aristide Cavaillé-Coll, en liaison avec l'architecte Hippolyte Durand), future basilique de l'Immaculée-Conception, la chapelle demandée par la Vierge ayant été inaugurée le 15 août précédent. Elle organise le comité de patronage, pour lequel elle occupe les fonctions de secrétaire, et dont la marquise de Mac Mahon accepte la présidence. Elle réussit également à convaincre le Père Rémi Sempé, qui n'y est pas favorable, d'une procession des bannières à la place d'un simple rassemblement sur l'esplanade. Malgré l'interdiction du ministère de l'Intérieur, les organisateurs imposent la procession.
Accompagné de son mari et de l'abbé Chocarne, ils se rendent à Rome l'année suivante pour rencontrer le pape Pie IX. 
C'est aussi depuis cette époque que ce pèlerinage tiendra une importance significative pour les Dominicains, qui organiseront le Pèlerinage du Rosaire à partir de 1908.

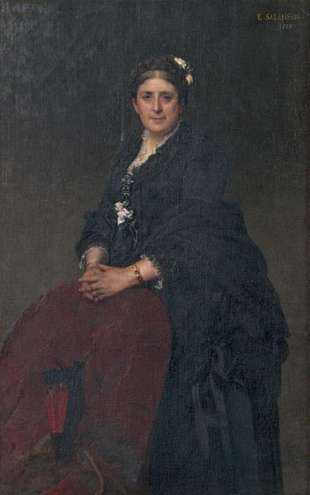
Portrait de Marguerite de Gravier (1833-1921), épouse de Maurice de Blic, par Eugénie Salanson.

Elle organise au niveau national, avec le concours du Carmel de Beaune et l'approbation des évêques de France, une Année de prière et de pénitence pour la France, se déroulant du Vendredi saint 3 avril 1874 au Vendredi saint 26 mars 1875,,.
En 1876, toujours avec l'abbé Chocarne (et aidé du frère de ce dernier, le père dominicain Bernard Chocarne), Mme de Blic fonde la Congrégation des Petites Sœurs Dominicaines garde-malades des pauvres à Beaune. Plusieurs couvents seront créés à Paris et en province, la maison mère de la Congrégation est quant à elle installée aujourd'hui à Saint-Jean-de-la-Ruelle près d'Orléans, ville où le noviciat occupa la "maison de Jeanne d’Arc".
Avec son mari, ils sauvent la chapelle Notre-Dame du Chemin, sanctuaire situé à Ladoix-Serrigny, en rachetant l'abside et la nef, puis en lançant des travaux de restauration. Les de Blic offrent également deux vitraux représentant le duc Philippe le Bon et saint Dominique.
Elle publie, en 1906, les Souvenirs de Mme Delahante, née Alexandrine-Charlotte-Sophie Brossin de Saint-Didier, continués par sa fille, Sophie Delahante, baronne de Gravier, souvenirs rédigés par sa grand-mère puis sa mère.